# Nowe Brzesko
Nowe Brzesko is een dorp in het Poolse woiwodschap Klein-Polen, in het district Proszowicki. De plaats maakt deel uit van de gemeente Nowe Brzesko en telt ca. 1700 inwoners.